# Kong: Đảo Đầu lâu
Kong: Đảo Đầu lâu (tên gốc tiếng Anh: Kong: Skull Island) là một phim điện ảnh quái vật khoa học viễn tưởng của Mỹ năm 2017 do Jordan Vogt-Roberts đạo diễn, với phần kịch bản do Dan Gilroy, Max Borenstein và Derek Connolly chấp bút từ phần cốt truyện chính của John Gatins và Gilroy. Đây là phần phim tái khởi động thương hiệu King Kong, đồng thời cũng là phim điện ảnh thứ hai trong vũ trụ điện ảnh MonsterVerse của hãng phim Legendary, sau Godzilla (2014). Phim có sự tham gia diễn xuất của Tom Hiddleston, Samuel L. Jackson, John Goodman, Brie Larson, Cảnh Điềm, Toby Kebbell, John Ortiz, Corey Hawkins, Jason Mitchell, Shea Whigham, Thomas Mann, Terry Notary và John C. Reilly. Phim lấy bối cảnh năm 1973, khi một đội các nhà khoa học và chiến binh từ cuộc Chiến tranh Việt Nam tham gia thám hiểm một hòn đảo bí ẩn có tên Đảo Đầu lâu và đối đầu với Kong, một con khỉ đột khổng lồ, đồng thời cùng Kong chiến đấu chống lại quái vật Skullcrawler để bảo vệ hòn đảo.
Việc thực hiện Kong: Đảo Đầu lâu được xác nhận vào tháng 7 năm 2014 tại sự kiện San Diego Comic-Con. Vogt-Roberts chính thực vào ghế đạo diễn của tác phẩm từ tháng 9 năm 2014. Dự án ban đầu thuộc về Universal Pictures dưới vai trò một bộ phim riêng về nhân vật King Kong, tuy nhiên sau đó lại được chuyển về cho Warner Bros. để phát triển thành một vũ trụ điện ảnh với sự xuất hiện của Godzilla và Kong. Quá trình quay phim chính bắt đầu từ tháng 10 năm 2015 tại Hawaii. Năm 2016, Việt Nam được chọn làm địa điểm quay phim với bối cảnh chính là quần thể di sản thế giới Tràng An, Ninh Bình. Phim ngoài ra cũng được ghi hình tại hai tỉnh Quảng Ninh và Quảng Bình của Việt Nam.
Kong: Đảo Đầu lâu được ra mắt vào ngày 28 tháng 2 năm 2017 tại London, Anh và được công chiếu rộng rãi tại Mỹ vào ngày 10 tháng 3 năm 2017 dưới định dạng 2D, 3D, IMAX 3D và các rạp Dolby Cinema. Tại Việt Nam, phim được dán nhãn C-13 và cũng được công chiếu vào ngày 10 tháng 3 năm 2017 dưới định dạng 2D, 3D, 4DX 3D và IMAX 3D. Bộ phim nhận được nhiều phản hồi tích cực, hầu hết lời khen ngợi đều dành cho hiệu ứng hình ảnh, phần hành động cùng những màn trình diễn mãn nhãn, đặc biệt là diễn xuất của Jackson và Reilly. Bộ phim đã thu về hơn 566,7 triệu USD trên toàn thế giới và được đề cử ở hạng mục Hiệu ứng hình ảnh xuất sắc nhất tại Giải Oscar lần thứ 90. Phần phim tiếp theo mang tên Godzilla đại chiến Kong khởi chiếu vào ngày 24 tháng 3 năm 2021.

## Nội dung
Vào năm 1944, hai phi công chiến đấu thời Thế chiến II, phi công Hoa Kỳ Hank Marlow và phi công Nhật Bản Gunpei Ikari, đã nhảy dù xuống một hòn đảo hoang nằm ở đâu đó giữa Thái Bình Dương sau một trận không chiến. Hai phi công sau đó rượt đuổi nhau và đánh cận chiến nhưng cuộc chiến bị gián đoạn bởi sự xuất hiện của một khỉ đột khổng lồ. Năm 1973, Bill Randa, người đứng đầu tổ chức Monarch của chính phủ Hoa Kỳ, lên kế hoạch tìm kiếm những quái vật nguyên thủy tại một nơi gọi là "Đảo Đầu lâu" mới được phát hiện gần đây. Cựu đại úy Không quân Anh James Conrad đã được Randa thuê để làm người hướng dẫn cho cuộc thám hiểm. Randa còn tuyển dụng thêm cả Sky Devils, một phi đội trực thăng do Trung tá Preston Packard chỉ huy cùng với tay phụ tá, cơ trưởng Jack Chapman và Earl Cole hộ tống họ đến hòn đảo. Nhóm thám hiểm còn có sự tham gia của một nhiếp ảnh gia là Mason Weaver.
Khi đến Đảo Đầu lâu, người của Packard bắt đầu thả các quả bom nổ dò địa chấn do nhà địa chấn học Houston Brooks phát minh để xác định xem nền đất có rỗng không và chứng minh cho lý thuyết "Trái Đất rỗng" của Brooks, bất chấp sự phản đối của Conrad. Trực thăng đột nhiên bị tấn công bởi một con vượn khổng lồ, nhiều máy bay bị phá hủy và nhiều người thiệt mạng, những người sống sót sau khi đổ bộ xuống đảo chia thành hai nhóm. Hi vọng duy nhất của những người sống sót là được cứu hộ nhờ một nhóm tiếp tế sẽ đến ở phía Bắc của hòn đảo trong ba ngày tới. Randa tiết lộ cho Packard biết sự liên kết bí mật của ông với tổ chức chính phủ Monarch và mục đích thực sự của cuộc thám hiểm là để có được bằng chứng về sự tồn tại của những quái vật bị lãng quên.
Packard cùng những người còn lại của ông chôn cất các đồng đội đã chết của họ và bắt đầu tìm kiếm các thành viên mất tích trong cuộc thám hiểm, bao gồm Chapman. Trên đường đi, họ đã chật vật vượt qua một quái vật nhện chân dài. Trong khi đó, Conrad, Weaver, Brooks, nhà sinh vật học San Lin, binh nhì Reg Slivko và nhân viên của Landsat Victor Nieves tình cờ chạm trán với những người bản địa Iwi bí ẩn và gặp Hank Marlow, cả nhóm sau đó biết được ông là một cựu phi công mất tích từ Thế chiến II. Marlow nói với cả nhóm về con vượn khổng lồ, tên là "Kong", là người bảo vệ hòn đảo và được người dân bản địa tôn thờ như một vị thần, bảo vệ họ khỏi những kẻ săn mồi và đặc biệt là tiêu diệt những con Skullcrawler, loài sinh vật bò sát cổ đại sống dưới lòng đất đã giết hại tổ tiên của Kong, chỉ còn lại Kong như là sinh vật cuối cùng của giống loài vượn khổng lồ. Người Iwi tin rằng khi Kong chết, một con thằn lằn Skullcrawler khổng lồ sẽ thức tỉnh và tàn phá cả hòn đảo. Nguyên nhân Kong tấn công các trực thăng là để ngăn chặn các quả bom sẽ đánh thức quái vật "Big One", con Skullcrawler khổng lồ và là con to lớn nhất loài. Marlow kể rằng ông và Ikari đã trở thành bạn bè trong thời gian họ ở trên đảo, nhưng Ikari đã bị giết bởi một con Skullcrawler trước đó.
Nhóm của Conrad đã sửa chữa và cho hạ thủy xuống sông một chiếc thuyền được làm từ các bộ phận trên máy bay bị bắn rơi của Marlow và Ikari, trong lúc di chuyển họ bị những con chim ăn thịt bao vây và Nieves bị giết chết. Khi họ tập hợp lại với nhóm của Packard, ông ta khăng khăng tìm kiếm đồng đội Chapman nhưng họ không biết rằng anh đã bị giết bởi một con Skullcrawler. Marlow miễn cưỡng dẫn họ đi qua "Vùng đất cấm", một ngôi mộ tập thể của khủng long, tổ tiên của Kong và quái vật thằn lằn. Cả nhóm bị tấn công bởi con Skullcrawler đã giết Chapman, nuốt Randa và giết chết nhiều người lính trước khi bị Weaver giết bằng cách kích hoạt một vụ nổ khí. Biết tin về cái chết của Chapman, Trung tá Packard đổ lỗi cho Kong vì cái chết của những người lính đã ngã xuống, tiết lộ kế hoạch giết Kong và báo thù cho họ. Marlow và Brooks cố gắng giải thích rằng giết Kong sẽ dẫn đến việc các Skullcrawler trỗi dậy, nhưng Packard từ chối nghe họ. Cả nhóm chia tay nhau, nhóm của Packard lấy vũ khí từ trực thăng của Chapman và đặt bẫy Kong tại một hồ nước gần đó, trong khi Conrad cùng những người không phải quân nhân quay trở lại thuyền để họ có thể gặp được nhóm tiếp tế giải cứu.
Trên đường đi, Conrad và Weaver chạm trán với Kong, nhìn thấy bản chất hiền lành thực sự của nó và quyết tâm cứu nó. Nhóm của Packard dụ Kong bằng các quả bom nổ dò địa chấn còn lại và khiến nó bất lực bằng bom napan. Ông ta ra lệnh cho người của mình đặt thuốc nổ xung quanh Kong, nhưng trước khi ông ta có thể giết nó thì nhóm của Conrad đến. Conrad và Weaver thuyết phục những người lính khác tha cho Kong, nhưng Packard từ chối nhượng bộ và một cuộc xung đột xảy ra. Họ đột nhiên bị tấn công bởi "Big One", con Skullcrawler khổng lồ nổi lên từ hồ. Cả nhóm chạy trốn, trong khi Packard cố gắng kích hoạt chất nổ nhưng bị Kong nghiền nát. Do đang bị thương nên Skullcrawler đã áp đảo Kong, sau đó đuổi theo những người sống sót khi họ đang chạy về phía bờ. Cole bị giết khi cố gắng chống lại Skullcrawler thất bại. Kong trở lại để giải cứu họ, hai con quái vật chiến đấu với nhau và Skullcrawler áp đảo Kong, nhưng với sự giúp đỡ của con người, Kong cuối cùng đã giành chiến thắng. Weaver rơi xuống sông trong trận chiến, nhưng sau đó được cứu bởi Kong. Những người sống sót đến điểm hẹn và rời khỏi hòn đảo trong khi Kong đứng quan sát từ xa. Một thời gian sau, Marlow trở về nhà, đoàn tụ với vợ mình và gặp mặt người con trai lần đầu tiên. Trong cảnh post-credit, Conrad cùng với Weaver bị tổ chức Monarch giam giữ và được họ tuyển mộ. Cả hai được San Lin và Brooks thông báo rằng Kong không phải là sinh vật khổng lồ duy nhất trên thế giới. Bọn họ sau đó cùng nhau xem một đoạn phim được Monarch lưu trữ về những hang động bí ẩn trên thế giới vẫn còn các hình vẽ mô tả Godzilla, Mothra, Rodan và King Ghidorah. Bức tranh cuối cùng mô tả cảnh tượng Godzilla và Ghidorah đang chiến đấu với nhau.

## Diễn viên
- Samuel L. Jackson vai Preston Packard
- John Goodman vai William "Bill" Randa
- Brie Larson vai Mason Weaver
- Cảnh Điềm vai San Lin
- Toby Kebbell vai Jack Chapman
- John Ortiz vai Victor Nieves
- Corey Hawkins vai Houston Brooks
- Jason Mitchell vai Glenn Mills
- Shea Whigham vai Earl Cole
- Thomas Mann vai Reg Slivko
- Terry Notary vai King Kong (sử dụng mocap)
- John C. Reilly vai Hank Marlow
- Tom Hiddleson

## Sản xuất

### Phát triển
Dự án chính thức được hãng Legendary Pictures công bố tại sự kiện San Diego Comic-Con 2014 với tên gốc là Skull Island, với Universal Pictures đảm nhiệm vai trò phân phối. Legendary sau đó chuyển dự án này về cho Warner Bros. với mục tiêu phát triển một tác phẩm với sự xuất hiện của cả Kong và Godzilla trong tương lai. Legendary ban đầu ngỏ lời Joe Cornish vào ghế đạo diễn. Peter Jackson, đạo diễn của bộ phim King Kong năm 2005 thì gợi ý cái tên Guillermo del Toro, người đã từng làm việc với Legendary trong hai dự án Siêu đại chiến và Lâu đài đẫm máu. Tháng 9 năm 2014, hãng phim công bố Jordan Vogt-Roberts chính thức đảm nhiệm vai trò đạo diễn của tác phẩm.

### Quay phim
Quá trình quay phim chính của bộ phim diễn ra từ ngày 19 tháng 10 năm 2015 và kết thúc vào ngày 18 tháng 3 năm 2016. Việt Nam là địa điểm quay của phim của Kong: Đảo Đầu lâu với bối cảnh quay chính ở quần thể di sản thế giới Tràng An (Ninh Bình), 3 địa điểm ở Quảng Bình và vịnh Hạ Long ở Quảng Ninh. Việc quay phim đã diễn ra trong khu phố Tàu Honolulu và tại Kualoa Ranch và Waikane Valley trên Oahu. Giữa tháng 1 năm 2016, phim được ghi hình tại Gold Coast, Queensland, Úc.
Tháng 10 năm 2015, đạo diễn Jordan Vogt-Roberts sang Việt Nam và đi dọc từ Bắc vào Nam trong hơn một tháng để khảo sát các bối cảnh cho Kong: Đảo Đầu lâu. Sau khi khảo sát, ông đã ca ngợi và quyết tâm đưa Việt Nam lên màn ảnh đẹp tầm cỡ như phim Chúa Nhẫn. Kong: Đảo Đầu lâu đánh dấu sự thay đổi cái nhìn của các nhà làm phim thế giới với các nhà quản lý Việt Nam. Ngay từ khi dự án ngỏ lời tới Việt Nam, Thủ tướng chính phủ sau đã chỉ đạo bộ ngành liên quan như Bộ Tài chính, Bộ Giao thông vận tải, Bộ Công an, Bộ Thông tin Truyền thông hỗ trợ và hợp tác với đoàn phim trong quá trình làm việc. Sau Kong, các nhà quản lý Việt Nam đang tích cực quảng bá đất nước như phim trường mới cho thế giới.
Ngày 18 tháng 2 năm 2016, chuyên cơ chở gần 120 thành viên của dự án Kong: Đảo Đầu lâu đã hạ cánh xuống Sân bay quốc tế Nội Bài để bắt đầu 2 tháng quay phim tại Việt Nam. Theo thông tin từ Cục Hợp tác quốc tế, Quảng Bình sẽ là địa điểm quay phim đầu tiên của đoàn làm phim. Lịch trình này sẽ được khép lại tại vịnh Hạ Long vào cuối tháng 3, sau khi đoàn hoàn thành các cảnh quay tại bối cảnh chính là Quần thể di sản thế giới Tràng An Ninh Bình, dự kiến kéo dài khoảng 1 tháng. Ngày 21 tháng 2 năm 2016, đoàn làm phim Kong: Đảo Đầu lâu có buổi họp báo ra mắt tại Hà Nội. Tham dự có Thứ trưởng Bộ Văn hóa Thể thao và Du lịch Việt Nam Vương Duy Biên và Phó Chủ tịch tỉnh Ninh Bình là Trần Tiến Dũng cùng với khoảng 150 nhà báo tới tham dự tại phòng họp khách sạn Metropole. Cũng trong ngày 21 tháng 2 năm 2016 đoàn làm phim Kong: Đảo Đầu lâu đã đến Quảng Bình. Thời gian quay tại đây từ ngày 22 tới ngày 25 tháng 2 năm 2016. Các địa danh Quảng Bình được chọn làm địa điểm quay phim gồm thung lũng Chà Nòi thuộc khu vực đèo Đá Đẽo tại Thượng Hóa, Minh Hóa; hồ nước Yên Phú ở Trung Hóa, Minh Hóa và khu vực sông suối, hang Chuột thuộc Tân Hóa, Minh Hóa.
Tại Ninh Bình, Đoàn làm phim Kong: Đảo Đầu lâu ghi hình từ ngày 26 tháng 2 năm 2016 đến 25 tháng 3 năm 2016 tại các địa danh: Quần thể danh thắng Tràng An (tại xã Ninh Xuân, huyện Hoa Lư), Khu bảo tồn thiên nhiên Vân Long (huyện Gia Viễn) và Khu du lịch Tam Cốc - Bích Động (xã Ninh Hải, huyện Hoa Lư) của tỉnh Ninh Bình. Phim trường chính ở Tràng An có khoảng 40 cái lều có hình chóp nhọn như nhà của thổ dân châu Phi, có các con thuyền gỗ dài giống như thuyền mà thổ dân hay sử dụng. Đoàn làm phim cũng thiết kế các giá treo bằng tre như người dân vùng biển dùng để treo cá, phơi cá. Tất cả đều sử dụng vật liệu truyền thống như tre, nứa, gỗ... Nhân dịp lễ hội Tràng An 2017, phim trường Kong: Đảo Đầu lâu được phục dựng tại Ninh Xuân, Hoa Lư với diện tích khoảng 10 ha, gồm 36 túp lều chóp nhọn cùng sự tham gia của hơn 50 người đóng vai thổ dân, cùng với đó là làm lại các thuyền gỗ dài giống như thuyền mà thổ dân hay sử dụng lúc quay phim và thiết kế lại các giá treo bằng tre dùng để treo cá, phơi cá, tất cả được làm từ những vật liệu truyền thống như tre, nứa, gỗ... Một số mô hình như máy bay, súng của lính Mỹ trong phim cũng được phục dựng bên cạnh các bờ suối. Lối đi từ cổng vào phim trường được lát đá và có hàng chục người dân được hóa trang thành thổ dân đứng trước cổng và đi lại xung quanh. Tại khu vực đầm Vân Long, đạo diễn đã yêu cầu khu du lịch dâng nước để tạo điều kiện thuận lợi cho quá trình quay phim. Họ cũng yêu cầu hút bùn, vệ sinh môi trường để không làm ảnh hưởng đến chất lượng của cảnh quay. Trong thời gian phục vụ quay người dân khu vực tạm ngừng vụ cấy.
Ngày 27 tháng 2 năm 2016, Đại sứ Mỹ, ông Ted Osius đã có buổi thăm đoàn làm phim Kong: Đảo Đầu lâu tại Trường An, Ninh Bình. Đây cũng là thời điểm đoàn phim tiến hành những cảnh quay đầu tiên ở đây. Tối ngày 3 tháng 3 năm 2016, đạo diễn của phim Kong: Đảo Đầu lâu - Jordan Vogt-Roberts đã đăng tấm ảnh chụp cùng Thủ tướng Nguyễn Tấn Dũng trên trang cá nhân. Bức ảnh được chụp tại một nhà hàng ở chùa Bái Đính, Ninh Bình. Thủ tướng Nguyễn Tấn Dũng đang có việc tại Ninh Bình nên ghé qua thăm đoàn làm phim và dùng bữa tối cùng các thành viên trong đoàn.
Ngày 4 tháng 3 năm 2016, các nhà báo, nhà phê bình điện ảnh từ 5 nước Hàn Quốc, Trung Quốc, Indonesia, Malaysia, Thái Lan cùng 2 nhà báo Việt Nam từ Thanh Niên và VnExpress theo lời mời của Hãng phim Mỹ Warner Bros. để tham quan trường quay của phim tại Ninh Bình.
Bộ phim đã quay cảnh tại Vịnh Hạ Long, Quảng Ninh.

## Phát hành
Kong: Đảo Đầu lâu phát hành vào ngày 4 tháng 12 năm 2016, nhưng vào tháng 12 năm 2014, Universal đã chuyển ngày ra mắt bộ phim sang ngày 10 tháng 3 năm 2017. Phim được phát hành dưới dạng 3D và IMAX 3D.
Bộ phim có doanh thu toàn cầu hơn 562 triệu đô (kinh phí thực hiện 185 triệu), trong đó doanh thu tại Việt Nam hơn 7.4 triệu đô (168 tỉ). Việc thực hiện ghi hình ngoại cảnh tại Việt Nam đã khiến cho Kong: Đảo Đầu lâu vừa ra rạp đã lập tức tạo ra một loạt kỉ lục mới về doanh thu phòng vé. Cả những người lớn tuổi không bao giờ xem phim ngoài rạp cũng háo hức đi xem Việt Nam đẹp như thế nào trong Kong.
Kong: Đảo Đầu lâu giữ kỉ lục là phim có doanh thu cao nhất lịch sử tại Việt Nam (168 tỉ) cùng nhiều kỉ lục như lượng khán giả ra rạp cao nhất, phim bứt phá mọi kỉ lục phòng vé nhanh nhất trong một khoảng thời gian.

## Ảnh hưởng
Ngày 10 tháng 3 năm 2017, Bộ Văn hóa, Thể thao và Du lịch Việt Nam ký quyết định bổ nhiệm Jordan Vogt-Roberts trở thành Đại sứ Du lịch Việt Nam nhiệm kỳ 2017-2020. Lần đầu tiên một người nước ngoài được bầu chọn trở thành Đại sứ Du lịch Việt Nam. Bộ phim được kỳ vọng sẽ mở ra một bước đột phá để thu hút các dự án phim quốc tế đến với Việt Nam, đồng thời là cơ hội quảng bá ngoạn mục cho ngành Du lịch Việt Nam phát triển. Ted Osius từ Đại sứ quán Mỹ ở Việt Nam bày tỏ: "Kong mở ra chương mới cho Hollywood đến Việt Nam. Sau Kong, nhiều bom tấn Hollywood khác sẽ đến Việt Nam. Điều này thúc đẩy quan hệ hợp tác giữa ngành công nghiệp phim Việt Nam với ngành điện ảnh hàng đầu thế giới - Hollywood".
Dịch vụ bản đồ Google Maps đã tạo một hòn đảo với tên gọi Đảo đầu lâu trong dữ liệu bản đồ ở vùng biển Nam Thái Bình Dương gần Peru. Tuy hình dáng của hòn đảo không hiện trên bản đồ (vì thực chất đây là một vùng đất giả tưởng) nhưng những thông tin về địa điểm này vẫn được bổ sung khá đầy đủ. Google Maps liệt Đảo đầu lâu vào danh sách "địa danh khảo cổ", hình ảnh đại diện chính là quang cảnh của vùng đất Ninh Bình, nơi được chọn làm bối cảnh chính để quay phim và mọi người dùng đều có thể đăng tải những bức ảnh cùng những bài đánh giá tưởng tượng của mình về Đảo Đầu lâu. Đảo Đầu lâu là một địa danh giả tưởng. Thực chất, ở trong phim, hòn đảo này được lấy bối cảnh thiên nhiên từ quần đảo Hawaii của Mỹ, một phần ở Úc và tại nhiều tỉnh ở Việt Nam.
Bối cảnh phim trường làng thổ dân trong phim Kong: Đảo Đầu lâu nằm tại khu du lịch Tràng An đã mở cửa cho du khách tham quan từ ngày 15 tháng 4 năm 2017. Phim trường làng thổ dân được phục dựng với diện tích khoảng 10 hecta, gồm 36 túp lều chóp nhọn cùng sự tham gia của hơn 50 người đóng vai thổ dân. Đây là mô hình do ban quản lý sinh thái Tràng An và Doanh nghiệp Xuân Trường thực hiện. Ngày 20 tháng 9 năm 2019, Ban Quản lý khu du lịch Tràng An cho biết doanh nghiệp chính thức ngừng đưa khách du lịch đến phim trường Kong để tiến hành công tác tháo dỡ theo khuyến nghị của Tổ chức Giáo dục, Khoa học và Văn hóa Liên Hợp Quốc. Việc xóa bỏ một ngôi làng mang phong cách châu Phi để tạo dựng những công trình thuần Việt được cho là hướng đi cần thiết tại Tràng An để phát triển du lịch lâu dài, bền vững. Với những giá trị văn hóa đặc sắc như vậy, việc đặt ngôi làng châu Phi, lại gắn với một bộ phim hư cấu vào giữa vùng lõi di sản được UNESCO đánh giá là bất hợp lý và cần phải tháo dỡ để tránh tạo nhận thức sai lệch cho du khách.

## Tương lai

### Phim tiếp nối
Tháng 9 năm 2015, Legendary cho biết tác phẩm Kong: Đảo Đầu lâu sẽ không được phát triển cùng với Universal Studios. Thay vào đó, bộ phim được phát triển cùng với Warner Bros., làm dấy lên những lời đồn đại cho rằng hai quái vật Godzilla và King Kong sẽ đối đầu nhau trong một bộ phim điện ảnh khác. Tháng 10 năm 2015, Legendary tuyên bố kế hoạch kết hợp Godzilla và King Kong trong một bộ phim mang tên Godzilla đại chiến Kong, dự kiến ra mắt vào năm 2020. Kế hoạch của Legendary là tạo ra một thương hiệu điện ảnh chung "lấy [tổ chức] Monarch làm trung tâm" và "quy tụ Godzilla và Kong của Legendary trong một hệ sinh thái gồm nhiều loài vật siêu khổng lồ khác, cả cổ điển lẫn mới". Godzilla vs. Kong was released on ngày 24 tháng 3 năm 2021.
Đạo diễn Jordan Vogt-Roberts cũng bày tỏ mong muốn được thực hiện một bộ phim lẻ về cuộc sống của hai nhân vật Marlow và Gunpei trên hòn đảo, "Tôi vẫn đùa rằng tôi có hứng thú thực hiện một phiên bản phim 30 triệu USD về John C. Reilly thời trẻ trên hòn đảo này hơn. Chỉ đơn giản là một bộ phim hài kì cục về giữa ông và Gunpei."

### Anime truyền hình
Tháng 1 năm 2021, Netflix và Legendary Television công bố kế hoạch thực hiện một phim truyền hình theo phong cách anime thuộc vũ trụ điện ảnh MonsterVerse. Nội dung anime theo chân các nhân vật sống sót sau một thảm họa đắm tàu đang cố gắng trốn thoát khỏi một hòn đảo nơi tồn tại nhiều quái vật thời tiền sử. Brian Duffield sẽ đảm nhiệm vai trò biên kịch cũng như giám đốc sản xuất của anime truyền hình, cùng với Jacob Robinson với vai trò giám đốc sản xuất thuộc công ty Tractor Pants. Phần hoạt họa sẽ do hãng Powerhouse Animation thực hiện.